# José Antonio Hurtado Gallegos
José Antonio Hurtado Gallegos (3 de junio de 1955) es un político mexicano miembro del partido Movimiento Ciudadano y con anterioridad al partido Convergencia.
De 2012 a 2015 se desempeñó como diputado federal en el LXII legislatura, representando al  Distrito V del Distrito Federal.